# Línea 511 (Escobar)
La línea 511 es una línea de colectivos comunal de Argentina, del Partido de Escobar. Históricamente fue operada por la empresa La Primera de Garín, hasta el cese de sus actividades, producido el martes 9 de julio de 2002. A partir del miércoles 10 de julio de 2002, los servicios de las líneas 511, 512 y 513 fueron operados por Transportes Automotor D´Allessandro María, quien unificó todas las líneas como 507, debido a que tenía este número asignado a otros recorridos del partido. Solo 6 meses después, en enero de 2003, la línea 507 se retira e ingresa en su lugar M.O.T.S.A (Micro Ómnibus Tigre S.A), con presencia en Tigre, Escobar, Campana, Zarate, San Miguel, José C. Paz, Malvinas Argentinas), quien la sigue operando hasta el día de hoy.

## Recorrido[1]

### Barrio La Loma -Puente Garín
- Ida: de Buen Ayre y 18 de Julio por esta, 1 de Mayo, Martin H. Falco, Cayetano Bourdet, Bulevar Presidente Perón, Estación Garín, Bulevar Presidente Perón, Mateo Churich, Colectora Este, Puente Garín.
- Vuelta: desde Puente Garín por Avenida Gral. Belgrano, Bulevar Presidente Perón, Estación Garín, Bulevar Presidente Perón, Cayetano Bourdet, Martin H. Falco, 1 de Mayo, 18 de Julio, hasta Buen Ayre.